# 蛇池川
蛇池川（じゃいけがわ）は、徳島県阿波市を流れる吉野川水系の河川である。

## 地理
阿波市吉野町西条蛇池の水源から西流し、吉野町柿原を経て吉野川に合流する。
河川名の蛇池は、かつて流域にあった西条西城に存在した大きな池で、江戸時代の古図で確認できる。現在は池も耕地に代わり、石垣などだけがわずかに残っている。蛇池の名の由来は、かつて弓矢で大蛇を退治したという伝承から取られたとされる。

## 河川施設
- 蛇池川排水機場 - 1981年（昭和56年）に竣工[2]。

## 流域の主な施設
- 西条大橋 - 吉野川に架かる橋。
- 西条西城址
- 阿波市立一条小学校